# 최규상
최규상(1991년 12월 11일 ~ ) 은 KBO 리그 KIA 타이거즈의 선수이다.

## 가족관계
- 배우자 : 박지은 (2024년 12월 7일 결혼)

## 출신학교
- 충암초등학교
- 충암중학교
- 충암고등학교
- 단국대학교